# 布朗耳蕨
布朗耳蕨（学名：Polystichum braunii）为鳞毛蕨科耳蕨属下的一个种。

## 扩展阅读
維基物種上的相關：布朗耳蕨